# Kieser Training
Die Kieser Training AG (Markenname: KIESER) ist ein internationales Schweizer Franchise-Unternehmen mit Hauptsitz in Zürich, das seit Firmengründung im Jahr 1967 durch Werner Kieser auf gerätegestütztes Krafttraining zur Prävention, Rehabilitation und Therapie von Beschwerden des Bewegungsapparats, besonders des Rückens, spezialisiert ist. Die Firma betreibt heute über 170 Trainingsstudios weltweit, darunter in der Schweiz, Deutschland, Österreich, Luxemburg und Australien. 

## Geschichte
Gegründet 1967 durch den Schweizer Werner Kieser ist die Kieser Training AG eine nicht-börsennotierte Aktiengesellschaft nach Schweizer Recht. Werner Kieser eröffnete 1966 sein erstes Studio in Zürich. Ziel war die Etablierung eines gezielten Muskeltrainings, insbesondere zur Stärkung der Rückenmuskulatur. Hierfür entwickelte und baute Kieser eigene Trainingsgeräte. Ab den 1980er Jahren erfolgte die Expansion über ein Franchisemodell.  
2010 waren 150 Standorte in Betrieb in Europa, Australien und Singapur mit einem Umsatz 2009 von 140 Millionen Franken. Der Vertrag mit der damaligen Generalfranchisenehmerin in der Schweiz, der Jost Thoma Holding, lief Ende 2010 aus. Die damaligen Kieser-Studios in der Schweiz wurden ab 2011 von der Thoma Holding unter dem Namen "exersuisse" weiter betrieben, während Kieser selber sechs neue Standorte eröffnete.
2017 kauften Nils Planzer und Michael Antonopoulos die Kieser Training AG auf. Im selben Jahr übernahm die Kieser Training AG die exersuisse, womit die Kunden beider Unternehmen alle Studios benutzen konnten. Die exersuisse-Studios erhielten wieder den Namen Kieser, wodurch die Anzahl der Kieser-Studios in der Schweiz von 7 auf 24 und weltweit von 138 auf 155 Standorte, teils als Filialen, teils als Franchise-Studios, mit 1600 Beschäftigten stieg.
2021 wurde das bisher reine Krafttraining erstmals ergänzt durch Kardiotraining aufgrund einer Zusammenarbeit mit dem Therapieanbieter Vamed im Circle am Flughafen Zürich.

## Trainingskonzept
Das Training bei Kieser basiert auf einem rein gerätebasierten Krafttraining, das unter medizinisch-therapeutischen Gesichtspunkten entwickelt wurde. Trainiert wird in der Regel zweimal pro Woche in kurzen, intensiven Einheiten à rund 30 Minuten. Der Trainingsplan wird unter ärztlicher Rücksprache erstellt und das wöchentliche Training von Fachpersonal begleitet.  Ziel ist die Kräftigung und der Erhalt der Muskulatur im gesamten Körper.

## Unternehmensbereiche
Neben dem Training gehören weitere Geschäftsfelder zur Unternehmensstruktur:
- Entwicklung und Produktion eigener Geräte
- Forschung und Ausbildung
- Physiotherapie (an mehreren Standorten in der Schweiz und in Deutschland)
- Nährstoffberatung

## Entwicklung und Produktion eigener Geräte
Kieser übernimmt die Konzeptionierung, Entwicklung und Produktion seiner Trainingsgeräte. Besondere Entwicklungen sind die Beckenbodenmaschine, die ein visuell überprüfbares Training im öffentlichen Raum ermöglicht, eine infimetrische Beinpresse und computergestützte Geräte für die Tiefenmuskulatur von Rücken (Dorsum) und Nacken (Regio nuchae). 

## Forschung und Ausbildung
Kieser widmet sich in seiner Forschungsabteilung der kontinuierlichen Optimierung seines Trainingskonzepts, insbesondere im Zusammenhang mit Sarkopenie, und der Umsetzung der neuesten wissenschaftlichen Erkenntnisse in enger Zusammenarbeit mit der Abteilung Geräteentwicklung.
Besonders ausgebildetes Personal ist in allen Bereichen ein fundamentaler Bestandteil des Trainings. Im Jahr 2017 wurde Kieser zum Testsieger “Service” im Untersuchungsprogramm Fitness-Studios von Stiftung Warentest. Das anatomische Fachwissen sowie das Wissen zur Funktionsweise und Bedienung der Trainingsgeräte und die Qualitätssicherung des Trainings vermittelt die unternehmensinterne Ausbildungsabteilung.  
In Zusammenarbeit mit der Deutschen Hochschule für Prävention und Gesundheitsmanagement“ (DHfPG) werden duale Studiengänge wie Fitnessökonomie, Gesundheitsmanagement und Sportökonomie (jeweils Bachelor) und anschließend Prävention und Gesundheitsmanagement oder Sportökonomie mit Masterabschluss angeboten.

## Physiotherapie (an mehreren Standorten in der Schweiz und Deutschland)
Seit 2024 verbindet Kieser an einigen Standorten Krafttraining mit eigenen, unmittelbar an die Studios angeschlossenen Physiotherapie-Praxen. Vorreiter waren 6 Kieser Studios in Australien, die bereits seit 2014 Physiotherapie und Krafttraining miteinander kombiniert haben. Mittlerweile gibt es in Australien 31 kombinierte Standorte. Erste Schritte in diese Richtung unternahm Dr. med. Gabriela Kieser bereits in den 1980er Jahren: Als Ärztin eröffnete sie in Europa die erste Praxis für Medizinische Kräftigungstherapie (mit speziell konzipierten MedX-Maschinen) im unmittelbaren Umfeld eines Kieser Studios.

## Nährstoffberatung
2024 startete eine Nährstoffberatung, die speziell den Aufbau und den Erhalt der Muskulatur durch eine optimale Nährstoffversorgung unterstützt. Besonders geschulte Mitarbeiter vermitteln ein wissenschaftlich fundiertes Programm. Als Ausgangslage dienen die Ergebnisse der erhobenen Daten der Körperzusammensetzung mittels SECA-Messung. Die Basisberatung ist für 12 Wochen konzipiert.

## Studiodesign
Die Studios sind funktional ausgestattet und setzen auf Minimalismus. Die Gestaltung lehnt sich an Prinzipien des Bauhaus-Stils an. Der Fokus liegt auf einem klar strukturierten Trainingsraum ohne ablenkende Elemente: Der bewusste Verzicht auf auf Musik, Bar, Bildschirme, Spiegel oder sonstige Reize soll eine konzentrierte Trainingsatmosphäre fördern.